# وودباین
وودباین (به انگلیسی: Woodbine) یک برند سیگار ایجاد شده در انگلستان، بریتانیا است؛ مالک فعلی این برند امپریال توباکو است. این برند در سال ۱۸۸۸ پایه‌گذاری گردید.